# Norvège au Concours Eurovision de la chanson 2008
La Norvège a participé au Concours Eurovision de la chanson 2008 à Belgrade en Serbie. C'est la 47ème participation de la Norvège au Concours Eurovision de la chanson.
Le pays est représenté par Maria Haukaas Storeng et la chanson Hold On, Be Strong, sélectionné via une sélection nationale, le Melodi Grand Prix 2008, organisée par le diffuseur norvégien NRK.

## Sélection
Le diffuseur norvégien NRK choisit la sélection nationale, le Melodi Grand Prix 2008 pour choisir les candidats pour représenter la Norvège à Belgrade, en Serbie.
Le vote se fait par appels téléphoniques du public et jury d'experts.

### Première demi-finale
La première demi-finale s'est déroulée le 11 janvier 2008 à Alta. Six candidats et six chansons sont en lice pour représenter le pays à Belgrade, en Serbie.
| Ordre | Artiste           | Chanson                     | Langue    | Qualifié | Repechée |
| ----- | ----------------- | --------------------------- | --------- | -------- | -------- |
| 01    | Podium            | Lystgass                    | Norvégien |          | X        |
| 02    | Tinkerbells       | Hold on                     | Anglais   |          | X        |
| 03    | Nicholas Carlie   | Colliding                   | Anglais   |          |          |
| 04    | Ann-Mari Anderson | Ándagassii                  | Same      | X        |          |
| 05    | Michelle          | Baby, Don't Stop the Music  | Anglais   |          |          |
| 06    | Veronica Akselsen | Am I Supposed to Love Again | Anglais   | X        |          |

C'est Ann-Mari Anderson et Veronica Akselsen qui se qualifient pour la finale norvégien le 9 février 2008.

### Deuxième demi-finale
La deuxième demi-finale s'est déroulée le 18 janvier 2008 à Bodø. Six candidats et six chansons sont en lice pour représenter le pays à Belgrade, en Serbie.
| Ordre | Artiste               | Chanson                           | Qualifié | Repechée |
| ----- | --------------------- | --------------------------------- | -------- | -------- |
| 01    | Zuma                  | Always, Always                    |          | X        |
| 02    | Cube                  | Would You Spend the Night With Me |          |          |
| 03    | Anne Hvidsten         | A Little More                     |          | X        |
| 04    | Crash!                | Get Up                            | X        |          |
| 05    | Sven Garås            | I'm in Love                       |          |          |
| 06    | Maria Haukaas Storeng | Hold On, Be Strong                | X        |          |

C'est donc le groupe Crash! et Maria Haukaas Storeng qui se qualifient pour la finale norvégien le 9 février 2008.

### Troisième demi-finale
La troisième demi-finale s'est déroulée le 25 janvier 2008 à Stokke. Six candidats et six chansons sont en lice pour représenter le pays à Belgrade, en Serbie.
| Ordre | Artiste        | Chanson               | Langue    | Qualifié | Repechée |
| ----- | -------------- | --------------------- | --------- | -------- | -------- |
| 01    | Avalanche      | Two Monkeys           | Anglais   |          |          |
| 02    | Maria Trøen    | Hear When I'm Calling | Anglais   |          |          |
| 03    | Ole Ivars      | Som i Himmelen        | Norvégien | X        |          |
| 04    | Lene Alexandra | Sillycone Valley      | Anglais   |          | X        |
| 05    | Torstein Sødal | Eastern Wind          | Anglais   | X        |          |
| 06    | King Of Trolls | Far Away              | Anglais   | X        |          |

C'est donc Torstein Sødal et le groupe King Of Trolls qui se qualifient pour la finale norvégien le 9 février 2008.

### Finale
La finale s'est déroulée le 9 février 2008 à Oslo. Huit candidats et huit chansons sont en lice pour représenter le pays à Belgrade, en Serbie.
| Ordre | Artiste               | Chanson                     | Langue    | Place | Points  |
| ----- | --------------------- | --------------------------- | --------- | ----- | ------- |
| 01    | Crash!                | Get Up                      | Anglais   |       |         |
| 02    | Ann-Mari Anderson     | Ándagassii                  | Same      |       |         |
| 03    | Tinkerbells           | Hold On                     | Anglais   |       |         |
| 04    | Veronica Akselsen     | Am I Supposed to Love Again | Anglais   | 4     | 109 957 |
| 05    | King Of Trolls        | Far Away                    | Anglais   | 3     | 115 811 |
| 06    | Ole Ivars             | Som i Himmelen              | Norvégien |       |         |
| 07    | Torstein Sødal        | Eastern Wind                | Anglais   | 2     | 118 095 |
| 08    | Maria Haukaas Storeng | Hold On, Be Strong          | Anglais   | 1     | 195 661 |

C'est donc Maria Haukaas Storeng qui représentera la Norvège à Belgrade, en Serbie, avec la chanson Hold On, Be Strong.

## A l'Eurovision
En demi-finale, Maria Haukaas Storeng passera en 9ème position, après Rebeka Dremelj avec la chanson Vrag naj vzame pour la Slovénie, et avant Isis Gee avec la chanson For Life pour la Pologne.
En finale, Maria Haukaas Storeng passera en 25ème et dernière position, après Dima Bilan avec la chanson Believe pour la Russie.
En demi-finale, Maria Haukaas Storeng classe à la 4ème place sur 106 points. Elle se qualifie pour la finale du Samedi 24 mai 2008.
En finale, Maria Haukaas Storeng classe à la 5ème place sur 182 points. Elle termina alors dans le Top 10 du Classement.

## Carte postale
L'édition 2008, on retrouve l'écriture de Maria Haukaas Storeng, qui poste une lettre adressant a un ami. "Kjære Dagwar, Jag håper på at cd kommer k'l à ja dette postkortet ettrfoue jeg nut er smilier om husnummeret ditt er 23 eller 32. Vlvis det er kommet pà nummeret 23 og dere ilule vet hveu jeg et vaer sà suill à berte det pà 32. Og omvendi! Kled vençlig klig olka Beograd. Rune, M" en Français : "Cher Dagwar, j'espère que des CD apparaîtront sur cette carte postale et je serai des smileys si votre numéro de maison est 23 ou 32. Peut-être est-il arrivé au numéro 23 et vous savez comment je suis si gentil de le toucher 32. Et vice versa! Habillez-vous de l'huile fraîche amicale Belgrade. Rune, M" Lettre de Maria Haukaas Storeng, lors de l'édition 2008.